# Томас Брунер
Томас Брунер (на английски: Thomas Brunner) е английски геодезист и изследовател.

## Ранни години (1821 – 1846)
Роден е през април 1821 година в Оксфорд, Англия, в семейството на Уилям Брунер. През 1836 постъпва в Университета в Оксфорд, специалност геодезия и архитектура, а пет години по-късно, през 1841 заминава за Нова Зеландия, където е назначен за землемер. В продължение на две години заснема и картира територии в северната част на Южния остров, в района на днешния град Нелсън.

## Експедиционна дейност (1846 – 1848)
През февруари 1846 г. заедно с чертожника Уилям Фокс Хефи и маора Кеху тръгват от Нелсън към река Булер, водеща началото си от хребета Спенсър в северната част на Новозеландските Алпи, преминават покрай източния склон на крайбрежния хребет Папароа и достигат до устието на река Арахура. След пет месеца се връщат обратно по същия път.
През декември 1846, този път само с маора Кеху, тръгва на югозапад от Нелсън и се спуска по река Булер до залива Карамеа (41°35′ ю. ш. 171°50′ и. д. / 41.583333° ю. ш. 171.833333° и. д.) на Тасманово море. Продължава по крайбрежието на юг до платото Тититера (43° 23` ю.ш.). Изследва западните и източни склонове на хребета Папароа, изкачва се по река Грей, вливаща се в Тасманово море, пресича вододелното плато, изкачва се по река Булер и през юни 1848 се завръща в Нелсън.
За извършените открития, за които има голям принос главно маора Кеху и неговите хора, Брунер е награден с медал от Кралското географско дружество.

## Следващи години (1848 – 1874)
На 11 октомври 1855 Брунер се жени за Джейн Робсън. През 1869 се пенсионира. В края на 1873 претърпява парализа на лявата страна на тялото и на 22 април 1874 година умира от сърдечен удар в Нелсън. На погребението му присъства и неразделният му приятел Кеху.